# Dorsa di Marte
Segue una lista dei dorsa presenti sulla superficie di Marte. La nomenclatura di Marte è regolata dall'Unione Astronomica Internazionale; la lista contiene solo formazioni esogeologiche ufficialmente riconosciute da tale istituzione.
I dorsa di Marte portano il nome di albedo presenti sulle mappe marziane di Eugène Michel Antoniadi e Giovanni Virginio Schiaparelli che a loro volta si rifacevano a termini della cultura classica greca e romana.
Si conta anche un dorsum inizialmente battezzato dall'IAU e la cui denominazione è stata poi abrogata.

## Prospetto
| Dorsum           | Eponimo                                     | Latitudine | Longitudine | Diametro   |
| ---------------- | ------------------------------------------- | ---------- | ----------- | ---------- |
| Aeolis Dorsa     | Aeolis                                      | 5,05° S    | 152,63° E   | 459,17 km  |
| Aesacus Dorsum   | Aesacus                                     | 36,82° N   | 153,15° E   | 276,69 km  |
| Arago Dorsa      | Cratere Arago                               | 9,74° N    | 29,39° E    | 27 km      |
| Aram Dorsum      | Aram                                        | 7,8° N     | 348,76° E   | 83,31 km   |
| Arcadia Dorsa    | Arcadia                                     | 55,9° N    | 222,44° E   | 1952,65 km |
| Arena Dorsum     | Arena                                       | 12,71° N   | 68,94° E    | 372,03 km  |
| Dorsa Argentea   | Argentea                                    | 77,63° S   | 326,61° E   | 339,26 km  |
| Auxo Dorsum      | Auso - Una delle Ore della mitologia greca. | 55,72° S   | 318,24° E   | 82,05 km   |
| Avernus Dorsa    | Avernus                                     | 6,03° S    | 170,9° E    | 296,59 km  |
| Dorsa Brevia     | Brevia                                      | 71,05° S   | 63,18° E    | 650,99 km  |
| Cantabras Dorsum | Cantabrus                                   | 9,5° N     | 354,72° E   | 91 km      |
| Cerberus Dorsa   | Cerberus                                    | 13,74° S   | 105,29° E   | 623,05 km  |
| Charis Dorsum    | Cariti - Le Grazie della mitologia greca.   | 55,86° S   | 318,53° E   | 251 km     |
| Cleia Dorsum     | Cleia - Una delle Oceanine                  | 54,86° S   | 314,01° E   | 131,69 km  |
| Eumenides Dorsum | Eumenides                                   | 4,79° N    | 203,6° E    | 569,26 km  |
| Felis Dorsa      | Felis                                       | 21,87° S   | 294,1° E    | 244 km     |
| Gordii Dorsum    | Gordii                                      | 4,11° N    | 215,86° E   | 481,56 km  |
| Hegemone Dorsum  | Egemone - Una delle Grazie.                 | 54,72° S   | 315,1° E    | 143,63 km  |
| Hesperia Dorsa   | Hesperia                                    | 22,8° S    | 113,16° E   | 818,25 km  |
| Hyblaeus Dorsa   | Hyblaeus                                    | 13,16° N   | 130,32° E   | 887,53 km  |
| Iamuna Dorsa     | Iamuna                                      | 20,97° N   | 309,6° E    | 38,18 km   |
| Isidis Dorsa     | Isidis                                      | 12,92° N   | 88,21° E    | 1074,7 km  |
| Juventae Dorsa   | Juventae                                    | 0,39° N    | 288,98° E   | 481,41 km  |
| Melas Dorsa      | Melas                                       | 18,92° S   | 287,9° E    | 486,81 km  |
| Nilus Dorsa      | Nilus                                       | 20,68° N   | 280,94° E   | 292,9 km   |
| Oxia Dorsum      | Oxia                                        | 18,11° N   | 336,39° E   | 161 km     |
| Pasithea Dorsum  | Pasitea - Una delle Grazie.                 | 55,14° S   | 318,42° E   | 282,2 km   |
| Phaenna Dorsum   | Faenna - Una delle Grazie.                  | 53,79° S   | 316,71° E   | 164,16 km  |
| Phlegra Dorsa    | Phlegra                                     | 25,08° N   | 170,37° E   | 2818,61 km |
| Sacra Dorsa      | Sacra                                       | 11,21° N   | 293,91° E   | 1416 km    |
| Sinai Dorsa      | Sinai                                       | 12,77° S   | 281,08° E   | 456,54 km  |
| Solis Dorsa      | Solis                                       | 22,88° S   | 280,26° E   | 779,5 km   |
| Styx Dorsum      | Styx                                        | 30,81° N   | 151,86° E   | 90,67 km   |
| Tyrrhena Dorsa   | Tyrrhena                                    | 24,2° S    | 115,72° E   | 779,4 km   |
| Uranius Dorsum   | Uranius                                     | 23,79° N   | 284,96° E   | 542,08 km  |
| Xanthe Dorsa     | Xanthe                                      | 35,9° N    | 325,96° E   | n.d.       |
| Zea Dorsa        | Zea                                         | 48,87° S   | 80,54° E    | 249,02 km  |

## Nomenclatura abolita
| Dorsum        | Eponimo                         | Latitudine | Longitudine | Diametro | Motivazione                  |
| ------------- | ------------------------------- | ---------- | ----------- | -------- | ---------------------------- |
| Atrax Dorsum  | Atrace - Città della Tessaglia. | 38,19° N   | 271° E      | 33,86 km | Modificato in Atrax Fossa.   |
| Pityusa Dorsa | Pityusa                         | 64,24° S   | 29,5° E     | 397 km   | Modificato in Pityusa Rupes. |